# Iniciativa para a Integração da Infraestrutura Regional Sul-Americana
A Iniciativa para a Integração da Infraestrutura Regional Sul-Americana, ou simplesmente IIRSA, é um programa conjunto dos governos dos 12 países da América do Sul que visa a promover a integração sul-americana através da integração física desses países, com a modernização da infraestrutura de transporte, energia e telecomunicações, mediante ações conjuntas. Pretende-se, assim, estimular a integração política, econômica, sociocultural da América do Sul.
A IIRSA surge de uma proposta apresentada em agosto de 2000 em Brasília, durante a Reunião de Presidentes da América do Sul, onde foi discutido a ideia de coordenar o planejamento para a construção de infraestrutura dos diferentes países do continente sul-americano.
Conforme o Ministério do Planejamento do Brasil, esta iniciativa surgiu a partir de uma proposta brasileira, baseada na experiência de planejamento e em estudos desenvolvidos com foco na integração da infraestrutura logística do país, financiados pelo BNDES. A IIRSA é financiada, desde sua criação, pelo Banco Interamericano de Desenvolvimento (BID), pela Corporação Andina de Fomento (CAF), o Fundo Financeiro para Desenvolvimento da Bacia do Prata (FONPLATA). Além destas agências, a IIRSA também recebe financiamentos oriundos do banco governamental brasileiro Banco Nacional de Desenvolvimento Econômico e Social (BNDES).
A IIRSA se apresenta como uma iniciativa multinacional, multissetorial e multidisciplinar que contempla mecanismos de coordenação entre governos, instituições financeiras multilaterais e o setor privado.
A necessidade da integração da infraestrutura física da América do Sul baseia-se no reconhecimento de que não basta a redução ou o fim das barreiras aduaneiras regionais para integrar um continente ou região, mas é necessário planejar a construção dos meios físicos (infraestrutura) que permitam o desenvolvimento da livre circulação de produtos, serviços e pessoas. Neste quadro, a IIRSA tem como propósito declarado promover o desenvolvimento com qualidade ambiental e social, a competitividade e a sustentabilidade da economia dos países sul-americanos, favorecendo a integração da infraestrutura – não apenas da infraestrutura de transportes (rodoviária, portuária, aeroportuária, hidroviária), ou energia (oleodutos, gasodutos, redes de energia elétrica), ou comunicações (telecomunicações, de estações terrestres de recepção e transmissão de micro-ondas, backbones ou redes de cabos ou fibra ótica e satélites), mas também a integração da logística regional, integrando os mercados de serviços de logística (transportes, fretes, seguros, armazenamento e processamento de licenças). Assim, a IIRSA se insere na chamada "era do novo regionalismo", destacando-se pelo foco na infraestrutura física da integração regional.

## Suporte financeiro
A IIRSA envolve, além dos governos e bancos governamentais dos países sul-americanos e de organizações do setor privado destes países, três instituições financeiras multilaterais da região – Banco Interamericano de Desenvolvimento (BID), Corporação Andina de Fomento (CAF) e o Fundo Financeiro para o Desenvolvimento da Bacia do Prata (FONPLATA).
Desde 2003, mas mais intensamente a partir de 2004, uma parte das obras passou a receber recursos diretamente do banco governamental brasileiro BNDES, o Banco Nacional de Desenvolvimento Econômico e Social. Em 2005 o BNDES já financiava projetos que incluem desde a construção de usinas hidrelétricas no Equador e Venezuela, novas rodovias no Paraguai, novos gasodutos na Argentina, e até mesmo, obras de ampliação do metrô em Caracas e Santiago.

## Eixos

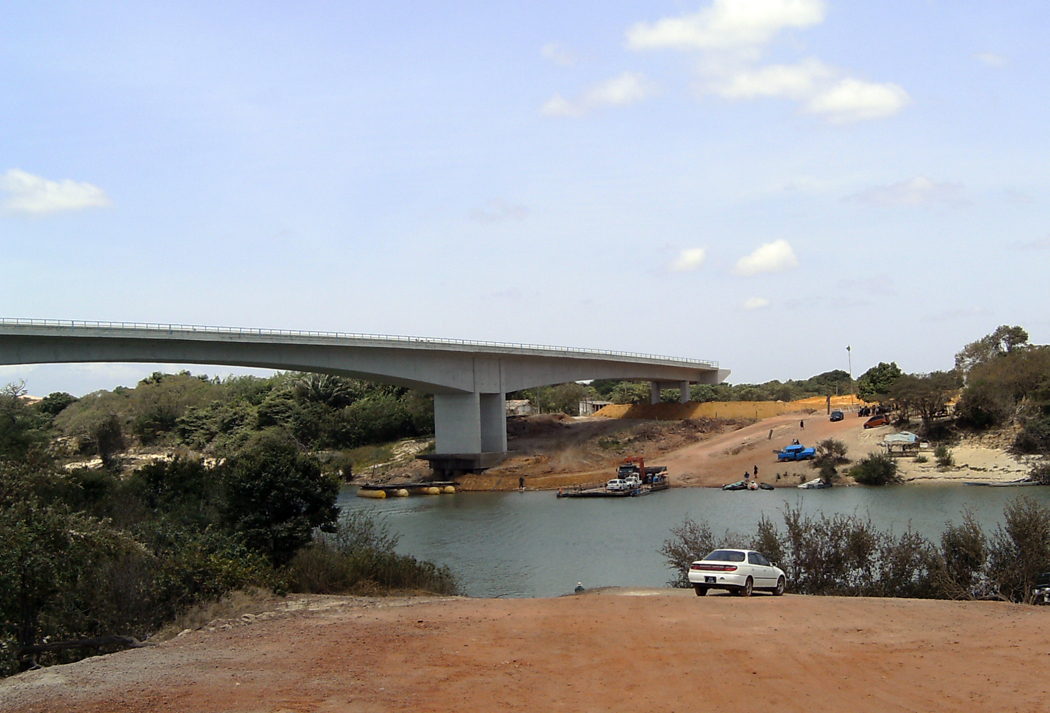
A ponte sobre o Rio Tacutu que liga as cidade de Lethem e Bonfim, faz parte das obras de infraestrutura do Eixo do Escudo Guiano.

- Eixo Andino (Venezuela, Colômbia, Equador, Peru, Bolívia): integração energética, com destaque para a construção de gasodutos.
- Eixo Interoceânico de Capricórnio (Antofagasta, no Chile - Jujuy, na Argentina -Asunción, no Paraguai - Porto Alegre, no Brasil): integração energética, incorporação de novas terras à agricultura de exportação, biocombustíveis.
- Eixo do Amazonas (Colômbia, Peru, Equador, Brasil): criação de uma rede eficiente de transportes entre a Bacia Amazônica e o litoral do Pacífico, com vista à exportação.

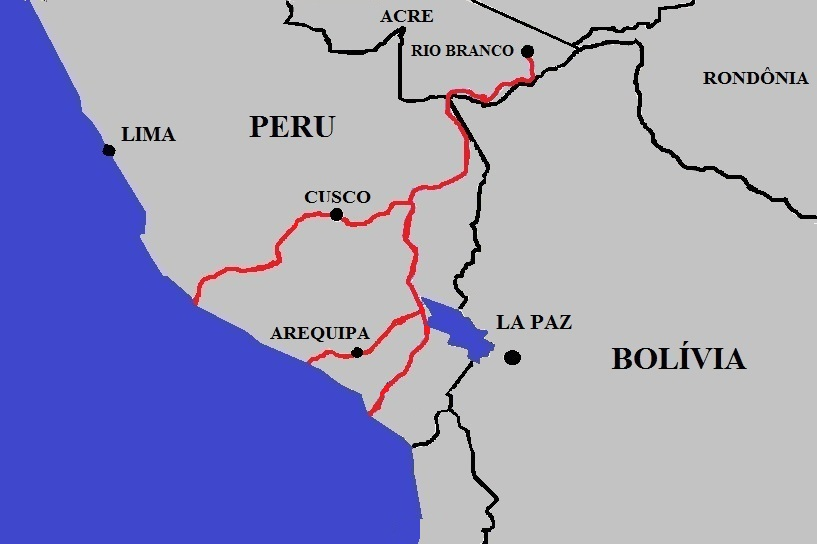
A Estrada do Pacífico, ligando o Brasil ao litoral do Peru

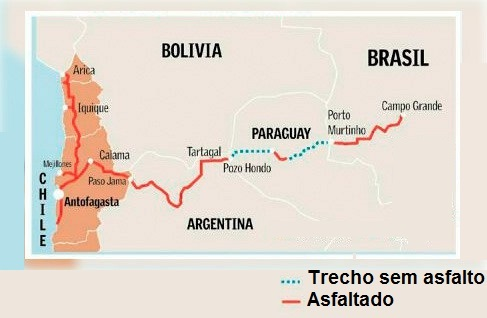
Corredor bioceânico entre Brasil, Paraguai, Argentina e Chile, traçado da rodovia decidido em 2017

- Eixo do Sul (sul do Chile: Talcahuano e Concepción, e da Argentina: Neuquén e Bahía Blanca): exploração do turismo e dos recursos energéticos (gás e petróleo).
- Eixo Interoceânico Central (Sudeste brasileiro, Paraguai, Bolívia, norte do Chile, sul do Peru): rede de transportes para exportar produtos agrícolas brasileiros e minerais bolivianos pelo Pacífico
- Eixo Mercosul-Chile (Brasil, Argentina, Uruguai, Chile): integração energética, com ênfase nos gasodutos e na construção de hidrelétricas.
- Eixo Peru-Bolívia-Brasil: criação de um eixo transportes envolvendo o Brasil, Bolívia e Peru, com a conexão portuária peruana no Pacífico, permitindo a expansão do comércio destes países com a Ásia.
- Eixo da Hidrovia Paraguai-Paraná (sul e sudoeste do Brasil, Uruguai, Argentina, Paraguai): integração dos transportes fluviais, incremento na oferta de energia hidrelétrica.
- Eixo do Escudo Guiano (Venezuela, Guiana, Suriname, extremo-norte do Brasil): aperfeiçoamento da rede rodoviária.
- Eixo Andino do Sul (região andina da fronteira Chile-Argentina): turismo, rede de transportes.[10][11]

Dos 335 projetos estratégicos da IIRSA, 31 foram escolhidos como prioritários na Agenda Consensuada 2005 - 2010 e vários já se encontram em fase de execução.

## Estrutura
O trabalho da IIRSA se organiza em três níveis:
- Comitê de Direção Executiva (CDE): integrado pelos ministros de infraestrutura ou planejamento designados pelos Governos dos países envolvidos, cuja finalidade é definir os lineamentos estratégicos do trabalho e a aprovação dos planos de ação.
- Grupos Técnicos Executivos (GTEs) integrados por funcionários de alto nível e especialistas designados pelos países. Há um GTE para cada Eixo de Integração e Desenvolvimento (EID) e para cada Processo Setorial de Integração (PSI), com o objetivo de analisar temas específicos e realizar ações de âmbito multinacional.
- Comitê de Coordenação Técnica (CCT): integrado pelo BID, a CAF e o FONPLATA, que dá apoio técnico e financeiro aos países, atuando como coordenador das atividades conjuntas.

Além disso, em cada país a Iniciativa se estrutura em torno de Coordenadores Nacionais, responsáveis por articular a participação dos diversos Ministérios e órgãos governamentais envolvidos, além de outros setores considerados relevantes (empresas, governos subnacionais, academia, ONGs, etc.).

## Princípios orientadores
Regionalismo aberto
A América do Sul é concebida como um espaço geoeconômico dentro do qual é preciso reduzir ao mínimo as barreiras internas ao comércio e os gargalos na infraestrutura e nos sistemas de regulação e operação que sustentam as atividades produtivas de escala regional. Pretende-se que a abertura comercial facilite a identificação de setores produtivos de alta competitividade global e que a integração econômica da América do Sul permita reter e proteger a economia regional das flutuações nos mercados globais.
Eixos de integração e desenvolvimento
Dada a visão geoeconômica da região, o espaço sul-americano se organizaria ao longo de eixos multinacionais que concentram fluxos de comércio atuais e potenciais. Pretende-se estabelecer um padrão mínimo comum de qualidade de serviços de infraestrutura de transportes, energia e telecomunicações a fim de apoiar as atividades produtivas de cada Eixo de Integração e Desenvolvimento. Com este ordenamento do espaço sul-americano, pretende-se facilitar o acesso às zonas de alto potencial produtivo, que se encontram atualmente isoladas ou subutilizadas devido à deficiente provisão de serviços básicos de transporte, energia ou telecomunicações.
Sustentabilidade econômica, social, ambiental e político-institucional
Acredita-se que a sustentabilidade econômica seja proporcionada através da eficiência e da competitividade nos processos produtivos. A "sustentabilidade social" seria uma consequência do impacto do crescimento econômico sobre a qualidade de vida da população. Pretende-se igualmente a sustentabilidade ambiental (uso racional dos recursos naturais e conservação do patrimônio ecológico) e sustentabilidade político-institucional, que consiste na criação de condições para que os diversos agentes públicos e privados da sociedade contribuam para o processo de desenvolvimento e integração.
Aumento do valor agregado da produção
Entende-se que o desenvolvimento e a integração regional não devem ser simplesmente para aumentar a produção atual, mas devem proporcionar a melhoria da qualidade e aumentos de produtividade mediante a inovação e a geração de conhecimento. As doze economias devem formar cadeias produtivas em setores de alta competitividade global, capitalizando as diversas vantagens comparativas dos países da região e fortalecendo a complementaridade de suas economias para gerar valor agregado na produção.
Tecnologias da informação
A IIRSA propõe uso intensivo das mais modernas tecnologias de informática e comunicações não só pelos sistemas produtivos da região, mas também pelos sistemas educativos, de serviços públicos, de governo e de organização da sociedade civil.
Convergência normativa
A Iniciativa supõe a convergência de visões e programas, entre os países envolvidos.
Coordenação público-privada
A IIRSA aponta a necessidade de coordenação e lideranças compartilhadas entre os governos e empresas privadas, incluindo tanto a promoção de associações estratégicas público-privada para o financiamento de projetos de investimentos, como consultas e cooperação para o desenvolvimento de um ambiente regulador adequado para que haja participação significativa do setor privado tanto no financiamento como na execução e operação de projetos considerados “estruturantes” regionais - aqueles que fazem possível a viabilidade de outros projetos, tais como os projetos de infraestrutura.

## Visões, polêmicas e controvérsias
Na visão defendida pelo BID (um dos financiadores da iniciativa), a IIRSA deveria se basear nos seguintes princípios: 
a) abertura aos mercados mundiais;
b) promoção da iniciativa privada;
c) retirada do Estado da atividade econômica direta.
Entretanto, esta visão não é a única que sustenta a defesa da integração da infraestrutura sul-americana. Na interpretação de alguns pensadores brasileiros, esta seria uma etapa crítica para viabilizar a própria integração regional, envolvendo o papel estratégico dos Estados do continente sul-americano.
Nos anos 2000, muitos críticos do processo de Integração Sul-Americana se manifestaram contrariamente à IIRSA.
Além disso, diversas ONGs ambientalistas afirmam que a construção de infraestrutura de integração afeta o Meio Ambiente, causando diferentes tipos de impacto ambiental, mesmo nos casos de obras para viabilizar hidrovias. O Complexo de obras que inclui a hidrovia e hidrelétricas do Rio Madeira, por exemplo, incluiriam eclusas que permitiriam o transporte hidroviário na região, são consideradas por muitas ONGs ambientalistas como sendo um projeto que supostamente vai causar grande impacto ambiental. O lobby ambientalista neste caso tornou-se tão forte que conseguiu mobilizar a seu favor até mesmo o cineasta canadense James Cameron.
Este é um dos casos mais controversos, na medida em que estas obras são fundamentais para gerar energia em uma das regiões mais pobres do Sul da Amazônia, possibilitando a oferta de eletricidade para milhares de habitantes desta região, que hoje não tem acesso a energia, tanto no território do Brasil como na Bolívia. Além disso, devido a construção de eclusas estas obras irão facilitar a integração das hidrovias já existentes na Bacia Amazônica e na Bacia Platina (Tietê-Paraná e Paraná-Paraguai), ou seja, vai permitir o transporte hidroviário por todo o interior do continente sul-americano. Como o transporte hidroviário é o mais barato e menos poluente que existe, isto irá dinamizar consideravelmente a economia destes países e permitir que regiões isoladas do interior do subcontinente possam se desenvolver e exportar os produtos típicos locais para o mercado internacional a um custo viável.
Considerando que, embora polêmicas a maioria das hidrovias contribui para o desenvolvimento sustentável, alguns analistas e políticos brasileiros  criticam abertamente as ONGs ambientalistas que são contra a construção de hidrovias e outras obras de infraestrutura da IIRSA. Estes críticos defendem que muitas destes grupos recebem dinheiro de governos dos países ricos para defender propostas supostamente ambientalistas, mas que visam apenas a dificultar o desenvolvimento regional e a integração sul-americana.